# Kiş (ort i Azerbajdzjan, Sjäki)
Kiş (ryska: Киш) är en ort i Azerbajdzjan.   Den ligger i distriktet Şəki Rayonu, i den centrala delen av landet, 250 km väster om huvudstaden Baku. Kiş ligger 1 005 meter över havet och antalet invånare är 6 244.
Terrängen runt Kiş är bergig åt nordost, men åt sydväst är den kuperad. Närmaste större samhälle är Sheki, 7,2 km söder om Kiş. 
Omgivningarna runt Kiş är en mosaik av jordbruksmark och naturlig växtlighet. Runt Kiş är det ganska glesbefolkat, med 38 invånare per kvadratkilometer.